# 죽의 장막

1959년 동아시아 냉전 동맹. 당시 라오스는 공산주의 파테트라오가 1975년까지 이 나라를 장악하지 않아 미국과 동맹을 맺고 있었다. 또한 베트남 민주공화국과 베트남 공화국은 아직 통일되지 않았다. 현재 독립한 구소련 국가의 경계는 맥락을 위해 시대착오적으로 표시되어 있다.

죽의 장막(竹- 帳幕, 영어: bamboo curtain)은 동아시아의 공산국가, 특히 중화인민공화국과 동아시아, 남아시아 및 동남아시아의 자본주의 국가들 사이의 정치적 경계를 의미한다. 북쪽과 북서쪽에는 중국, 러시아 (서력 기원 1991년 이전의 소련), 베트남 민주공화국, 조선민주주의인민공화국, 몽골 인민공화국과 같은 공산국가들이 있었다. 남쪽과 동쪽에는 인도, 파키스탄, 일본, 인도네시아, 말레이시아, 싱가포르, 필리핀, 태국, 타이완, 대한민국, 홍콩 및 마카오와 같은 자본주의 국가들이 있었다.
인도차이나 전쟁 이전에는 비공산주의 진영에 프랑스령 인도차이나와 그 후계 국가들인 베트남 공화국, 라오스, 캄보디아가 포함되었다. 그러나 전쟁 후 베트남, 라오스, 민주 캄푸치아의 신생 국가들은 공산국가가 되었다. 특히 6.25 전쟁 이후 한반도 비무장 지대는 이러한 아시아 분단의 중요한 상징이 되었다(죽의 장막이라는 용어 자체는 그 특정 맥락에서는 거의 사용되지 않지만).

## 냉전 (1947–1991)
죽의 장막이라는 화려한 용어는 1940년대 중반부터 1980년대 후반까지 유럽에서 해당 지역의 공산주의 경계를 지칭하는 데 널리 사용되었던 철의 장막에서 파생되었다. 이 용어는 철의 장막보다 덜 자주 사용되었는데, 이는 철의 장막이 40년 이상 비교적 정적이었던 반면, 죽의 장막은 자주 변동되었고 다소 덜 정확했기 때문이다. 죽의 장막은 또한 지형 때문에 철의 장막을 특징짓는 광범위한 국경 요새가 비실용적인 지역에 주로 위치했다. 또한 중소 분쟁으로 인해 동아시아 공산권 내부에 응집력이 부족했기 때문에 아시아의 정치적 상황에 대한 덜 정확한 설명이기도 했다. 제1차 냉전 동안 몽골, 베트남, 라오스의 공산주의 정부는 소련의 동맹국이었지만 때로는 중국과 협력하기도 했고, 폴 포트의 캄보디아 정권은 중국에 충성했다. 6.25 전쟁 이후 조선민주주의인민공화국은 소련과 중국 사이에서 어느 한쪽 편을 들지 않았다. (아시아에서 공산권이 끝난 이후에도 조선민주주의인민공화국은 러시아와 중국 모두와 좋은 관계를 유지하고 있지만, 현대에는 양국 간의 관계가 긴장되기도 했다.)
중국에서 문화대혁명 동안 중국 당국은 중국 정부의 허가 없이는 국가에 대한 입국이나 출국을 금지하면서 장막의 일부를 봉쇄했다. 자본주의 국가로 탈출하려던 많은 난민들은 탈출하지 못했다. 간헐적인 완화는 왕령 식민지 홍콩으로 여러 차례 난민 물결을 이끌었다.
냉전 후기 중국과 미국 간의 관계 개선으로 인해 이 용어는 거의 쓸모없게 되었다. 한반도와 동남아시아에서 미국 동맹국과 소련 동맹국 간의 분열을 언급할 때를 제외하고는 말이다. 오늘날에도 남북한을 가르는 비무장 지대는 일반적으로 DMZ로 묘사된다. 최근까지 죽의 장막은 주로 미얀마/버마의 봉쇄된 국경과 경제를 지칭하는 데 가장 자주 사용되었다(2010년에 개방되기 시작했지만). 죽의 장막은 이후 죽강이라는 비즈니스 모델로 대체되었다.

## 같이 보기
- 봉쇄 정책
- 도미노 이론